# Diver Down
| Оценки критиков                    | Оценки критиков |
| Источник                           | Оценка          |
| ---------------------------------- | --------------- |
| AllMusic                           | [ 2 ]           |
| Christgau's Record Guide: The '80s | B−              |
| Rolling Stone                      | [ 4 ]           |

Diver Down (с англ. — «Водолаз Внизу») — пятый студийный альбом американской рок-группы Van Halen, выпущенный 14 апреля 1982 года на лейбле Warner Bros.. Он продержался 65 недель в чарте в Соединённых Штатах и к 1998 году разошёлся тиражом в четыре миллиона копий в Соединённых Штатах.

## Об альбоме
На обложке альбома изображен флаг «дайв-флаг», используемый во многих юрисдикциях США (что указывает на то, что аквалангист в данный момент находится под водой в этом районе). Отвечая на вопрос об обложке в интервью 1982 года с Сильви Симмонс (Sounds, 23 июня 1982 года), Дэвид Ли Рот сказал, что это должно было означать, что «происходит что-то, что не видно вашим глазам. Вы вывешиваете красный флаг с белой косой чертой. Что ж, многие люди относятся к Van Halen как к чему-то вроде бездны. Это означает, что вашим глазам не сразу видно, что происходит под поверхностью». Будучи впечатлён креативным маркетинговым ходом Рота, менеджер Ноэль Монк также объяснил двусмысленный сексуальный подтекст «dive her down» в своих мемуарах группы 2017 года Running With the Devil. На задней обложке альбома изображена фотография Ричарда Аарона — Van Halen на сцене Tangerine Bowl в Орландо, штат Флорида, сделанная 24 октября 1981 года, когда они завершали выступление на разогреве у The Rolling Stones.

## Музыка
Пять из двенадцати песен на альбоме являются каверами, самой популярной является кавер-версия песни Роя Орбисона «(Oh) Pretty Woman». В то время звукозаписывающая компания считала, что у записи больше шансов стать хитом, если она будет состоять из песен, которые уже были успешными. Оглядываясь назад, можно сказать, что это оказался один из наименее любимых альбомов братьев Ван Хален, а Эдди заявил: «Я бы предпочел бомбу с одной из моих собственных песен, чем хит с чьей-то другой».
Однако в то время, когда он признался в давлении, которому подверглась группа, чтобы записать его, он смог сказать Guitar Player (декабрь 1982), что это «было весело»:
```
Когда мы вернулись из тура Fair Warning в прошлом году [1981], мы собирались сделать перерыв и потратить много времени на написание того и этого. Дэйву пришла в голову идея: "Эй, почему бы нам не начать новый год с выпуска сингла?" Он хотел записать "
Dancing in the Street
". Он дал мне оригинальную кассету 
Martha and the Vandellas
, я прослушал её и сказал: "Я ничего не могу понять в этой песне". Я не мог подобрать рифф, и ты знаешь, как мне нравится играть: Мне всегда нравится делать рифф, в отличие от того, чтобы просто брать аккорды и бренчать. Поэтому я сказал: "Слушай, если ты хочешь сделать кавер-версию, почему бы нам не спеть "Pretty Woman"? Это заняло один день. Мы отправились в Sunset Sound в Лос-Анджелесе, записали его, и он вышел сразу после первого числа года. Он начал подниматься в чартах, так что внезапно Warner Bros. сказали так: "У тебя на руках хитовый сингл. У нас должна быть эта запись". Мы сказали: "Подождите минутку, мы просто сделали это, чтобы сохранить нас там, чтобы люди знали, что мы всё ещё живы". Но они просто продолжали давить, так что мы сразу же вернулись к работе без какого-либо отдыха или времени, чтобы восстановиться после тура, и начали запись. Мы потратили 12 дней на создание альбома... это было очень весело.
```

В дополнение к этому, две оригинальные песни появились задолго до того, как был записан альбом. «Hang 'Em High» восходит своими корнями к бутлегам группы 1976 года, она тогда называлась «Last Night», в этом демо была та же музыка, но разные тексты. «Cathedral» также не был чем-то новым, его играли в его нынешнем виде в течение 1981 года, а более ранние версии восходили к 1980 году. Кроме того, «Happy Trails» была записана для их демо 1977 года в качестве шутки.

### Песни
Два интервью того периода дают лучший ответ о том, как группа (конечно, Рот и Эдди) восприняли альбом в то время. Комментарии здесь взяты из интервью Рота с Сильви Симмонс (Sounds, 23 июня 1982) и интервью Эдди с Джасом Обрехтом (Guitar Player, декабрь 1982).

#### «Where Have all the Good Times Gone»
Дэйв: «Мы способны сыграть шесть разных песен The Kinks. Потому что когда-то, ещё в те времена, когда мы играли в барах, я купил двойной альбом у K-Tel или что-то в этом роде, на котором было 30 песен The Kinks. Мы выучили все песни первой стороны и играли их грязно во время клубных концертов, по два раза за вечер, потому что они так хорошо звучали, и под них было здорово танцевать, и так далее, и тому подобное». Он добавил, что группа никогда не встречалась с Рейем Дэвисом, но что «однажды мы провели спиритический сеанс и попытались пробудить его дух. И на короткое мгновение материализовалась Крисси Хайнд».
Эдди: «В соло было больше звуков, чем строк. Я провёл краем своего медиатора вверх и вниз по струнам для некоторых из этих эффектов. Я думаю, что использовал свой Эхоплэкс в этой песне».

#### «Hang 'Em High»
Дэйв: «Это похоже на все те вестерны, где на заднем плане звучит какой-то диссонирующий звук. Как будто у них будет одна губная гармоника, которая играет только одну ноту —иииииииииииии— и тогда вы знаете, что герой приезжает в город или произойдет что-то ужасное. И вот что происходит: Эдвард придумывает песню или рифф, а потом я сразу же её слышу и сразу понимаю, каков сценарий».
Эдди: «Соло было просто свободным, весёлым, безумным. Каждый вечер я играю её лучше, чем на записи, но кого это волнует? У него есть чувство. На самом деле это была действительно старая песня».

#### «Cathedral»
Эдди: «Я записываю „Cathedral“ уже больше года, и я хотел записать его… он звучит как орган католической церкви, поэтому он и получил такое название. На этом инструментале я часто использую регулятор громкости. Если вы слишком быстро включаете и выключаете его, он нагревается и не двигается. Я сделал два дубля этой песни, и прямо в конце второго дубля ручка регулировки громкости просто замерла, просто остановилась».

#### «Secrets»
Дэйв: "Ядро текстов взято из поздравительных открыток и поздравительных открыток, которые я купил в Альбукерке, штат Нью-Мексико, во время последнего тура, и они были написаны в стиле поэзии американских индейцев. «Пусть твои мокасины оставят счастливые следы на летнем снегу».
Эдди: «Я использовал 12-струнную гитару Gibson doubleneck, модель, которую использует Джимми Пейдж, и играл флэтпиком. Соло в „Secrets“ было первым дублем. Я как бы расслабился, и это соответствовало песне».

#### «(Oh) Pretty Woman»
Клип на песню «(Oh) Pretty Woman» был одним из первых, запрещённых MTV, хотя VH1 Classic (ныне MTV Classic) постоянно транслировал его в последние годы. В 1982 году Рот объяснил запрет жалобами на то, что в нём высмеивалась «почти теологическая фигура» — воин-самурай (Майкл Энтони на видео), а также потому, что два маленьких человечка, казалось, приставали к женщине (на самом деле трансвестит из Лос-Анджелеса). Видео, снятое режиссёрами Ротом и Питом Анджелусом, было, по его словам, «скорее похоже на сюрреалистический художественный проект… где они рисуют картину, а через три дня возвращаются и пытаются понять, что они имели в виду». Трек «Intruder» на альбоме, который предшествует «(Oh) Pretty Woman», был написан специально для того, чтобы покрыть длину рекламного видео для сингла «(Oh) Pretty Woman». В своём интервью Симмонс 1982 года Рот ставит себе в заслугу «Intruder», заявляя: «Это написал я… Когда мы закончили фильм (то есть видео), он был примерно на три минуты длиннее, чем нужно. Итак, я сказал, что мы ничего из этого сокращать не будем; для начала мы напишем саундтрек. Итак, мы пошли в студию, я сыграл на синтезаторе и написал её. На то, чтобы собрать это воедино, ушло около часа».

#### «Dancing in the Street»
Дэйв: «Звучит так, как будто играют более четырёх человек, хотя на самом деле наложений почти нет — вот почему нам требуется так мало времени [на запись]».
Эдди: «На то, чтобы сделать кавер-версию оригинальной, уходит почти столько же времени, сколько на написание (совершенно новой) песни. Я потратил много времени на аранжировку и игру на синтезаторе на „Dancing in the Streets“, и ([критики]) просто списали это как: „О, это так же, как оригинал“. Так что забудьте о критиках! Это хорошие песни. Почему бы нам не переделать их для нового поколения людей?»

#### «Little Guitars»
Дэйв: «Эдвард говорил, что он только что видел это телешоу с парнем из фламенко, делающим все эти замечательные вещи пальцами, и он говорит: „Я понял, как это сделать одним медиатором, посмотрите это“. И он это сделал. И это звучало лучше, чем в оригинале… Мне это показалось мексиканским, поэтому я написал песню для сеньориты». Гитарой, использованной на записи (и в последующем туре), была миниатюрная Les Paul, изготовленная нэшвиллским лютером Дэвидом Петшулатом и проданная Эдди во время предыдущего тура «Fair Warning tour».
Эдди: «Я думаю, что лучшее, что я делаю, это жульничаю. Я придумал вступление после того, как купил пару пластинок Карлоса Монтойи. Я слышал, как он щёлкал пальцами, говоря: „Боже мой, этот парень великолепен. Я не могу этого сделать“. Итак, я просто слушал этот стиль музыки пару дней и сжульничал! [Используя медиатор] Я исполняю трели на высокой E и оттягиваю левой рукой, и ударяю средним пальцем по низкой E. Если есть что-то, что я хочу сделать, но не могу, я не сдамся, пока не найду какой-нибудь способ сделать так, чтобы это звучало похоже на то, что я действительно могу сделать».

#### «Big Bad Bill (Is Sweet William Now)»
Дэйв: «Я думаю, что это отличная песня. И эта нить пронизывает всю музыку Van Halen и все наши альбомы, начиная с „Ice Cream Man“. Я довольно долго играл на акустической гитаре и исполнял подобные песни, прежде чем присоединился к Van Halen. Это музыка. Почему я должен биться головой о каждую песню на каждом альбоме? Я не думаю, что у аудитории так уж сильно не хватает креативности или воображения».
Эдди: "Это была идея Дэйва сделать «Big Bad Bill». Он купил себе одну из этих штуковин типа Sanyo Walkman с FM-AM-радио, и вы можете записывать с радио, если вам нравится то, что вы слышите. Он был в своей спальне в доме своего отца и обнаружил, что если он встанет в определённом месте и направит антенну определённым образом, он поймает эту странную радиостанцию в Луисвилле, штат Кентукки. Он записал «Big Bad Bill» и сыграл его нам, и мы начали глупо смеяться и говорить: «Это плохо! Давай сделаем это!» — предложил Дэйв. «Эй, мы можем пригласить твоего старика играть на кларнете». Мы сказали: «Конечно».
«Это так забавно, потому что я не мог сыграть эту песню для тебя прямо сейчас. Мне пришлось читать, потому что там было так много аккордов, что я просто не мог их запомнить. Итак, вот мой отец слева от меня, сидит на стуле с пюпитром перед ним, а я сижу рядом с ним с нотами в подставке. Майк тоже был там, играл на акустической бас-гитаре — такие есть в мексиканских ресторанах, где они подходят, играют у тебя перед носом и раздражают тебя. Мы отлично провели время. Это было похоже на старую сессию 30-х или 40-х годов. Я использовал какое-то толстое пустое тело Гибсона с f-образными отверстиями. Мой отец давно не играл, потому что около 10 лет назад потерял средний палец на левой руке. Он нервничал, и мы сказали ему: „Ян, просто хорошо проведи время. Мы совершаем ошибки! Вот что делает нас реальным“. Мне нравится то, что он сделал, но он вспоминал 10 лет назад, когда курил, играл джаз и всё такое. Он сыграл именно то, что мы хотели».
Дэйв: «Я думаю, когда вы услышите игру мистера Ван Халена, у вас возникнет мысль, что это тень того, где сейчас находятся Эдди и Алекс. Там есть чувство юмора, много техники и много пива!»

#### «The Full Bug»
Дэйв: «Ты знаешь, когда у тебя есть таракан, и он бегает по дому и забивается в угол? Раньше у нас были такие ботинки, которые назывались PRFCs — пуэрто-риканские скалолазы, понимаешь? И это было удачно названо, потому что, если вы убегали от полиции или что там у вас есть, и вы были одеты в свои PRFC, вы могли врезаться в забор с разбега, и ваша нога осталась бы внутри, и вы могли немедленно начать карабкаться, что в любом случае было сутью всего спорта. А ещё это была отличная обувь для тех случаев, когда таракан забивается в угол, и вы больше не можете достать его ногой или метлой. Ты просто засовываешь палец ноги в угол и бьешь так сильно, как только можешь. И если вы всё сделали правильно, то получили полную ошибку (игра слов Bug переводится как жук, так и как ошибка). Так что этот сленг означает — баммм! — ты должен отдать этому всё, что у тебя есть. Приложите максимум усилий, сделайте все возможное, получите полную ошибку».
Эдди: «Дэйв играет на акустической гитаре и губной гармошке во вступлении к „The Full Bug“. Мои реплики в середине песни другие. Я много чего делал с Алланом Холдсуортом, и он меня вдохновляет».

#### «Happy Trails»
Дэйв: «Пошути над ними, если они не могут трахаться, Сильви! Вы не поверите, сколько телевизионных рекламных роликов и радио-джинглов эта группа может спеть в гармонии из четырёх частей. Меня нянчили и отлучали от груди по телевизору — это здешняя няня, когда ты растёшь, чтобы сидеть перед телевизором. Ты превращаешься в видиота. Я помню все рекламные ролики. Мы уже много лет поём „Happy Trails“ для общего пользования в аэропортах. И мы хотели сделать для вас что-то замечательное и необычное».

## Награды
В 2022 году Diver Down был назван № 3 в списке «25 величайших рок-гитарных альбомов 1982 года» журналом Guitar World.

## Список композиций
Слова и музыка всех песен — Эдди Ван Хален, Алекс Ван Хален, Дэвид Ли Рот и Майкл Энтони, кроме указанных иначе.
| №                   | Название                             | Автор(ы)                | Перевод                          | Длительность |
| ------------------- | ------------------------------------ | ----------------------- | -------------------------------- | ------------ |
| 1.                  | «Where Have All the Good Times Gone» | Рэй Дэвис               | Куда Делись Все Хорошие Времена? | 3:02         |
| 2.                  | «Hang 'Em High»                      |                         | Повесьте Их Высоко               | 3:28         |
| 3.                  | «Cathedral» (Инструментал)           |                         | Собор                            | 1:23         |
| 4.                  | «Secrets»                            |                         | Секреты                          | 3:28         |
| 5.                  | «Intruder» (Инструментал)            |                         | Незваный Гость                   | 1:39         |
| 6.                  | «(Oh) Pretty Woman»                  | Уильям Диз, Рой Орбисон | О, Красотка                      | 2:53         |
| Общая длительность: | Общая длительность:                  | Общая длительность:     | Общая длительность:              | 15:53        |

| №                   | Название                                | Автор(ы)                                  | Перевод                                   | Длительность |
| ------------------- | --------------------------------------- | ----------------------------------------- | ----------------------------------------- | ------------ |
| 7.                  | «Dancing in the Street»                 | Марвин Гэй, Айви Хантер, Уильям Стивенсон | Танцы на Улице                            | 3:43         |
| 8.                  | «Little Guitars (Intro)» (Инструментал) |                                           | Маленькие Гитары (Вступление)             | 0:42         |
| 9.                  | «Little Guitars»                        |                                           | Маленькие Гитары                          | 3:47         |
| 10.                 | «Big Bad Bill (Is Sweet William Now)»   | Милтон Эйджер, Джек Йеллен                | Большой Плохой Билл (Теперь Милый Уильям) | 2:44         |
| 11.                 | «The Full Bug»                          |                                           | Полный Жук                                | 3:18         |
| 12.                 | «Happy Trails»                          | Дейл Эванс                                | Счастливые Тропы                          | 1:03         |
| Общая длительность: | Общая длительность:                     | Общая длительность:                       | Общая длительность:                       | 15:17        |

## Участники записи
- Алекс Ван Хален — ударные
- Эдди Ван Хален — электрогитара и акустическая гитара, бэк-вокал, синтезатор на Dancing in the Street
- Майкл Энтони — бас-гитара, бэк-вокал
- Дэвид Ли Рот — вокал, синтезатор на Intruder, акустическая гитара и губная гармонь на The Full Bug

дополнительный персонал
- Ян Ван Хален — кларнет на Big Bad Bill (Is Sweet William Now)

производство
- Тэд Темплман — продюсер
- Кен Дин — звукорежиссёр
- Донн Ланди — звукорежиссёр
- Пит Ангелус — дизайн
- Ричард Сейрини — дизайн
- Джо Мотта — художественный директор
- Ричард Аарон — фотограф
- Нил Злозовер — фотограф